# Набат (журнал)
«Наба́т» (подзаголовок — фр. Le Tocsin. Орган русских революционеров) — журнал, официальный орган народничества (с 1878 — орган «Общества народного освобождения»), издавался группой русских и польских эмигрантов в Женеве и затем в Лондоне с 1875 по 1881 (попытка в 1880 переноса издания в Россию была неудачной). Основан П. Н. Ткачёвым, ближайшими сотрудниками и редакторами были также Каспар Михаил Турский, П. В. Григорьев и И. Н. Шрейдер (Френк), в сильной степени финансировавший издание. «Набат» имел незначительное распространение в России.
«Набат» призывал к созданию мощной тайной революционной организации, способной свергнуть царизм в России и социально переустроить страну; так, перед новым правительством ставились задачи преобразования крестьянской общины в коммуну, экспроприации орудий производства, организации общественного воспитания, основанного на идеалах любви, равенства и братства, реорганизации семьи и др.  Развивал полемику с лавристами и бакунистами. Не имел влияния на народовольцев, но сочувствовал их террористическим актам.
Всего вышло 20 номеров журнала. Тираж составлял 1,5 тыс. экземпляров.